# Julián Viáfara
Julián Ramiro Viáfara Mesa, ou simplesmente Viáfara (Cali, 19 de maio de 1978), é um ex-futebolista colombiano que atuava como goleiro.
Tido como uma grande promessa no começo da carreira, Viáfara acabou não correspondendo totalmente às expectativas que giravam em torno dele, mas consolidou boas passagens na Colômbia e se tornou ídolo no Brasil, com a camisa do Esporte Clube Vitória. Pelo rubro-negro baiano, disputou um total de 170 partidas durante pouco mais de três anos, chegando a marcar alguns gols de falta e pênalti.

## Carreira

### Começo no Boca e testes no Tolima
Filho do ex-jogador e atual treinador da Seleção Colombiana Sub-17, Ramiro Viáfara Quintana, Julián cresceu num ambiente futebolístico. Atuou nas escolinhas do Boca Juniors de Cali, onde começou como atacante, tendo também jogado como zagueiro. Como não vinha bem nessas posições, foi encaixado no gol, onde se adaptou e começou a se destacar, atuando em diversas seleções de base da Colômbia.
Em julho de 1996, foi para o Deportes Tolima para testes depois de se destacar em jogos por Seleções de base. No entanto, após alguns meses, no começo de 1997, devido ao seu alto custo, não foi adquirido pelo clube.

### Independiente Medellín
Acabou assinando contrato com o Independiente Medellín e estreou em agosto, pela sexta rodada do segundo turno do Campeonato Colombiano, pegando um pênalti na partida. Foi utilizado razoavelmente nos encontros seguintes e terminou o ano com dez partidas jogadas.
Começou a se destacar em 1998, passando a ser considerado uma das principais promessas do país e ganhando a titularidade na equipe ao longo do torneio nacional. Em 1999, com a chegada de René Higuita, Viáfara começou o ano na reserva, porém, com a dispensa do ídolo colombiano por problemas disciplinares, voltou à equipe e jogou trinta e três partidas naquele ano. O goleiro entende a importância que foi conviver com o Higuita:
| “ | Conhecer e treinar com Higuita foi importantíssimo para a minha carreira. Ele é uma referência. | ” |

Em 2000, no entanto, perdeu novamente espaço para José María Pazo e terminou atuando em apenas dezesseis partidas no ano. No começo de 2001, não chegou a um acordo com seu clube sobre uma possível renovação de contrato, chegando a se desentender com o então técnico da equipe, Juan José Peláez, e ficou livre durante um certo período.

### Altos e baixos no América de Cali
Assinou com o América de Cali e fez apenas dez partidas em 2001 pelo certame nacional, ajudando-o a sagrar-se campeão colombiano, além de ter jogado em três jogos da Copa Merconorte. Em 2002, foi menos ainda utilizado, tendo jogado apenas quatro partidas no começo do torneio Finalización. Em 2003, a história se repetiu e Julián só teve chances no Apertura devido a lesões e suspensões do goleiro titular. Ainda em 2003, chegou a jogar três partidas pela Libertadores, uma delas na goleada sofrida pela sua equipe diante do Santos por 5 a 1.
2004 foi diferente e Viáfara atuou em vinte e nove jogos no ano, se fixando como titular da equipe. Em 2005, ficou de fora de apenas três jogos dos cinquenta do América na temporada e ainda virou capitão da equipe. Em 2006, se manteve como titular do time mesmo com a crise que o América estava a viver. Porém, devido a atrasos de salários e punições injustas a alguns jogadores no fim ano, entrou na justiça pelos seus direitos e acabou saindo do clube. Essa é a razão ainda, segundo ele, de não ter mais sido convocado à Seleção do seu país.

### Chegada ao Brasil
Em 2007, vai ao Brasil para ser contratado pelo Atlético Paranaense. Seu compatriota David Ferreira jogava na equipe havia dois anos e, desfrutando de certo sucesso na época, inspirou o Atlético a contratar mais três colombianos: Viáfara chegou juntamente com o meia Edwin Valencia e o atacante Dayro Moreno. Apesar de ter ajudado na classificação do clube à Copa Sul-Americana no Brasileirão, tendo jogado dezenove partidas, o goleiro foi sacado do time titular no ano seguinte, não ficando nem no banco de reservas no Campeonato Paranaense de 2008, com a justificatica de que estava acima do peso, tendo assim que se recondicionar fisicamente. Essa situação não o agradou e, logo após o fim do certame estadual, acertou seu empréstimo ao Vitória, na metade de 2008. Viáfara agradeceu ao apoio recebido no Furacão com uma carta enviada um mês depois de seu empréstimo, tendo ainda sido premiado como "O atleta mais educado no CT do Caju".

### Ídolo no Vitória
O colombiano chegou sem nenhuma expectativa muito grande para ser reserva de Ney, então goleiro titular do clube e que havia se consolidado como um dos responsáveis pela ascensão do Vitória à elite do futebol brasileiro no final de 2007.
Já no segundo jogo do Brasileirão daquele ano, contra o Sport, Viáfara fez uma estreia memorável, evitando muitos gols do time pernambucano. Daquela partida até a idolatria da torcida foram precisos apenas alguns retoques, como as catimbas e as arriscadas jogadas distantes da baliza, características do colombiano. Terminou o Brasileirão daquele ano como o segundo goleiro com maior número de "clean sheets" (jogos sem tomar gol), com 13, perdendo apenas para Victor, do Grêmio.[carece de fontes?]
Devido às suas boas atuações na temporada anterior, o Vitória optou por comprar o passe do jogador em 2009, ano que o sacramentaria como ídolo. Responsável pelas classificações na Copa do Brasil, onde defendeu pênaltis em duas fases que o clube decidiu a vaga desta forma, e com boas atuações ao longo do ano, Viáfara foi sendo considerado um dos melhores goleiros que passaram pelo time baiano nos últimos tempos.
No fim de 2009, depois de um Campeonato Brasileiro de muitos altos e baixos com o Vitória, onde o clube baiano chegou a figurar entre os quatro melhores do certame por diversas rodadas e, meses depois, viu até sua vaga na Copa Sul-Americana 2010 ameaçada, muitos eram os rumores de que o goleiro estava de saída do rubro-negro. Entretanto, no dia 1° de dezembro, o Paredão relatou que seu contrato fora renovado por mais dois anos.
| “ | Tinha outras opções, mas meu coração queria ficar aqui. | ” |

#### Estrangeiro recordista
No dia 7 de fevereiro de 2010, na partida entre Vitória e Feirense, Viáfara cravou de vez seu nome na história do clube ao fazer seu 99° jogo com a camisa rubro-negra, se tornando o estrangeiro que mais vezes defendeu o Leão na história, ultrapassando o nigeriano Ricky, atacante que jogou na Bahia nas décadas de 80 e 90. Já na partida seguinte, ao completar 100 jogos, na vitória por 3 a 1 sobre o Fluminense de Feira no estádio Pituaçu, o colombiano foi celebrado pela torcida e diretoria, que o presentou com uma placa, entregue pelo pedreiro Zezão, um dos funcionários mais antigos do clube, contendo a homenagem pelo feito histórico.

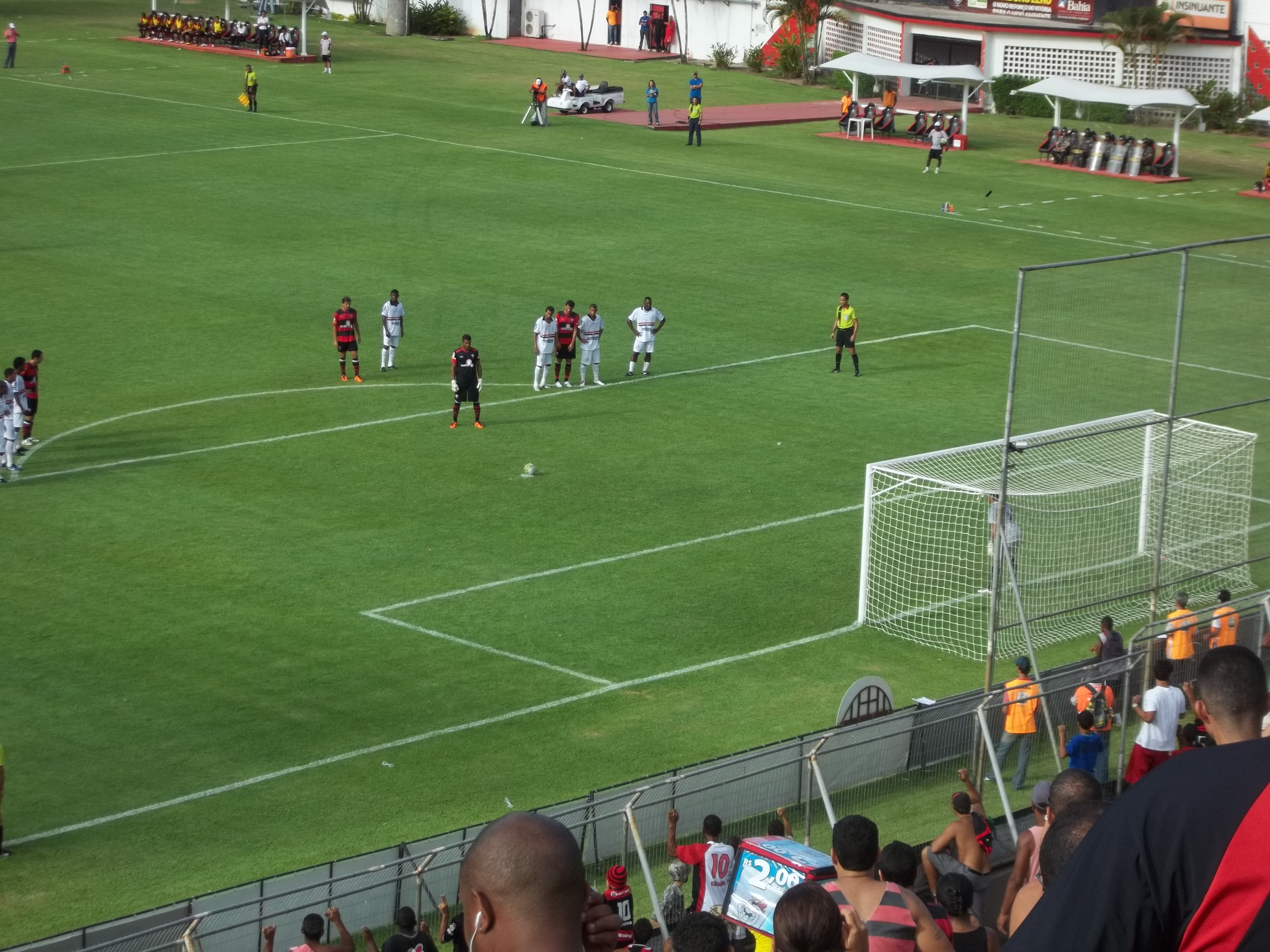
Viáfara, segundos antes de marcar seu nono gol na carreira, oitavo com a camisa do Vitória.

#### Goleador
Já tendo marcado um gol na sua passagem pelo América,[carece de fontes?] Viáfara já vinha treinando faltas no clube desde 2008, inclusive tendo algumas poucas oportunidades para cobrá-las em jogo, sem sucesso. O seu primeiro gol com a camisa do Vitória saiu no dia 10 de março de 2010, na goleada por 4 a 0 do rubro-negro sobre o Corinthians-AL, em jogo válido pela Copa do Brasil de 2010. O goleiro marcou o quarto gol, sendo ovacionado pela torcida. No decorrer do ano, Viáfara marcou mais seis gols, dos quais, três foram no Brasileirão, fazendo do arqueiro, atualmente, o segundo maior goleiro-artilheiro do certame nacional, atrás apenas de Rogério Ceni. O primeiro gol de 2011 saiu no dia 13 de fevereiro, o primeiro da vitória por 3 a 1 sobre o Atlético de Alagoinhas pela primeira fase do Campeonato Baiano. Três dias depois, marcou seu décimo gol na carreira, o único na derrota por 3 a 1 para o Botafogo-PB pela Copa do Brasil.

#### Rebaixamento e dispensa em 2011
Na disputa do Brasileirão de 2010, o clube foi rebaixado ao terminar o certame na 17ª colocação, precisando vencer o Atlético Goianiense na última rodada em casa e apenas conseguindo um empate em 0 a 0. Ele prometeu ficar no clube até levá-lo de volta à Série A.
No entanto, 2011 não começou bem para o time nem para o jogador. A eliminação precoce na Copa do Brasil e a perda do título estadual levaram a diretoria do clube a rescindir o contrato com o goleiro, considerando-o um dos principais culpados pelos fracassos, atitude não aprovada pela torcida. De saída do rubro-negro, Viáfara escreveu uma carta ao público se despedindo.
| “ | Após três anos e 12 dias, chega ao fim uma das historias e experiências mais maravilhosas da minha vida, como atleta e ser humano. Eu só tenho que agradecer a Deus por ter me dado a oportunidade de conhecer um estado tão especial e mágico como a Bahia e fazer parte de um clube como o Vitória | ” |

### Retorno ao futebol colombiano
Após passar alguns meses parado, ainda vivendo em Salvador, acertou seu retorno ao America de Cali no dia 24 de agosto. Estreou no dia 9 de setembro, no empate em 1 a 1 contra o Envigado e, uma semana depois, contribuiu para a primeira vitória do América em quatro meses no certame nacional, que veio diante do Itagüí Ditaires, por 2 a 1 com um gol de falta aos 50 minutos do segundo tempo. No terceiro triunfo do time, num 1 a 0 contra o Deportes Quindío, Viáfara fez uma partida memorável, garantindo o placar para o America, sendo escolhido o homem do jogo. Outro 1 a 0 se seguiria, diante do Independiente Santa Fe, e o goleiro se consagraria ainda mais, dessa vez por defender um pênalti no último minuto de jogo. Continuou na titularidade da equipe até o final do certame, ajudando-a a passar às quartas-de-final do torneio, feito que o América não conseguia desde 2008. Apesar do bom campeonato, a média de pontos juntando os certames anteriores não livrou o América do rebaixamento.
No entanto, o arqueiro foi pego num exame anti-doping pelo uso da substância proibida metilhexanamina, contida no produto Jack 3D, utilizado para reduzir o percentual de gordura no corpo. De acordo com Viáfara, ele vinha utilizando-o desde que jogava no Brasil e que nunca havia sido pego. Como punição primária, a federação colombiana aplicou seis meses de suspensão e multa de $ 3.749.200,00.
No final de maio, com a pena terminada, retornou ao gol do time na primeira partida dos quandragulares semifinais da segundona colombiana. O América permaneceu invicto enquanto Julián esteve debaixo das traves e o goleiro chegou à marca de 495 minutos sem tomar gol juntando partidas do campeonato e da Copa Colômbia, competição na qual o clube liderou seu grupo, terminando a primeira fase com a melhor campanha geral e passando à fase mata-mata pela primeira vez desde 1989. Na liga nacional, o time de Cáli foi campeão do torneio apertura e assegurou vaga na finalíssima.
Posteriormente, passou por Patriotas e Deportes Quindío, clubes de menor expressão dentro do futebol colombiano.

### Vitória da Conquista
No dia 7 de janeiro de 2015, acertou com o Vitória da Conquista para a disputa do Campeonato Baiano. Chegou a final do campeonato perdendo o título para o Bahia. Em 2016 decidiu parar a carreira de goleiro para tentar vida nova nos Estados Unidos.

### Seleção colombiana
Em 1996, foi convocado à Seleção Sub-21 com apenas 18 anos para a disputa do Torneio de Toulon, na França. Destacou-se e passou a ser chamado consecutivamente, como ainda em 1996, quando foi selecionado para a equipe que disputou o Sul-Americano Sub-20 de 1997, no Chile. Muita expectativa se criou em torno do jovem goleiro. Em 1997, também fez parte da Seleção Sub-17 que participou do Sul-Americano do Paraguai e ainda jogou alguns amistosos na África, desta vez pela categoria sub-20.
Em 1998, pela primeira vez foi convocado à Seleção principal, para três amistosos em preparação para a Copa do Mundo. Em 2000, jogou o Torneio Pré-Olímpico Sul-Americano Sub-23 do Brasil.
Voltou a ser convocado à seleção principal apenas em 2006 e atuou num amistoso contra o Chile nesse ano.

#### Nada de Seleção no Vitória
Seu excelente momento do clube de Salvador fez ainda com que muitas pessoas o julguem apto a defender a Seleção de seu país, porém, devido ao episódio que vivera anos antes no América de Cali, em que acionou o clube na justiça devido aos salários atrasados, Julián admite as dificuldades disso ocorrer.
| “ | Para se ter uma ideia, aqui, no Brasil, todos comentam sobre o momento que estou vivendo e, consequentemente, questionam o porquê de eu não estar na seleção do meu país. Mas, lá na Colômbia, não sai uma notícia sequer sobre meu trabalho. A imprensa não fala de mim. Citam outros jogadores que inclusive atuam no futebol brasileiro, como o Armero, do Palmeiras, mas, em relação a mim, nada. Fiquei marcado por ter brigado pelos meus direitos. | ” |

## Vida pessoal
Viáfara é casado com Paola Andrea Arcila desde dezembro de 2007, com quem tem três filhas: Lua, Valerie e Mariángel. O colombiano, desde a sua chegada a Salvador, se envolve com projetos sociais e campanhas isoladas para ajudar necessitados, como a parceria que mantém com a Legião da Boa Vontade. Um caso que obteve muita atenção da mídia foi o da criança Manu, que tinha uma grave doença, precisava ir à China para ter o tratamento adequado e Julián se empenhou em arrecadar o dinheiro necessário para pagar essas despesas.
Por esses e outros trabalhos, foi concedido ao atleta o título de cidadão baiano no fim de 2010.

## Estatísticas
Atualizado até 4 de julho de 2012.
| Clube                  | Ano               | Estadual | Estadual | Copa  | Copa | Liga  | Liga | Competições Sul-Americanas | Competições Sul-Americanas | Outras competições | Outras competições | Total | Total | Total |
| Clube                  | Ano               | Jogos    | Gols     | Jogos | Gols | Jogos | Gols | Jogos                      | Gols                       | Jogos              | Gols               | Jogos | Gols  |       |
| ---------------------- | ----------------- | -------- | -------- | ----- | ---- | ----- | ---- | -------------------------- | -------------------------- | ------------------ | ------------------ | ----- | ----- | ----- |
| Independiente Medellín |                   |          |          |       |      |       |      |                            |                            |                    |                    |       |       |       |
| 1997                   | –                 | –        | 0        | 0     | 11   | 0     | 0    | 0                          | 0                          | 0                  | 11                 | 0     |       |       |
| 1998                   | –                 | –        | 0        | 0     | 32   | 0     | 0    | 0                          | 0                          | 0                  | 32                 | 0     |       |       |
| 1999                   | –                 | –        | 0        | 0     | 33   | 0     | 0    | 0                          | 0                          | 0                  | 33                 | 0     |       |       |
| 2000                   | –                 | –        | 0        | 0     | 16   | 0     | 0    | 0                          | 0                          | 0                  | 16                 | 0     |       |       |
| Total                  | 0                 | 0        | 0        | 0     | 92   | 0     | 0    | 0                          | 0                          | 0                  | 92                 | 0     |       |       |
| América de Cali        |                   |          |          |       |      |       |      |                            |                            |                    |                    |       |       |       |
| 2001                   | –                 | –        | 0        | 0     | 10   | 0     | 3    | 0                          | 0                          | 0                  | 13                 | 0     |       |       |
| 2002                   | –                 | –        | 0        | 0     | 5    | 0     | 0    | 0                          | 0                          | 0                  | 5                  | 0     |       |       |
| 2003                   | –                 | –        | 0        | 0     | 9    | 0     | 3    | 0                          | 0                          | 0                  | 12                 | 0     |       |       |
| 2004                   | –                 | –        | 0        | 0     | 30   | 0     | 0    | 0                          | 0                          | 0                  | 30                 | 0     |       |       |
| 2005                   | –                 | –        | 0        | 0     | 39   | 1     | 8    | 0                          | 0                          | 0                  | 47                 | 1     |       |       |
| 2006                   | –                 | –        | 0        | 0     | 30   | 0     | 0    | 0                          | 0                          | 0                  | 30                 | 0     |       |       |
| Total                  | 0                 | 0        | 0        | 0     | 123  | 1     | 14   | 0                          | 0                          | 0                  | 137                | 1     |       |       |
| Atlético/PR            |                   |          |          |       |      |       |      |                            |                            |                    |                    |       |       |       |
| 2007                   | 0                 | 0        | 1        | 0     | 18   | 0     | 0    | 0                          | 0                          | 0                  | 19                 | 0     |       |       |
| Total                  | 0                 | 0        | 1        | 0     | 18   | 0     | 0    | 0                          | 0                          | 0                  | 19                 | 0     |       |       |
| Vitória                |                   |          |          |       |      |       |      |                            |                            |                    |                    |       |       |       |
| 2008                   | 0                 | 0        | 0        | 0     | 33   | 0     | 0    | 0                          | 0                          | 0                  | 33                 | 0     |       |       |
| 2009                   | 23                | 0        | 8        | 0     | 27   | 0     | 1    | 0                          | 0                          | 0                  | 59                 | 0     |       |       |
| 2010                   | 21                | 1        | 11       | 3     | 25   | 3     | 1    | 0                          | 2                          | 0                  | 60                 | 7     |       |       |
| 2011                   | 16                | 1        | 2        | 1     | 0    | 0     | 0    | 0                          | 0                          | 0                  | 18                 | 2     |       |       |
| Total                  | 60                | 2        | 21       | 4     | 85   | 3     | 2    | 0                          | 2                          | 0                  | 170                | 9     |       |       |
| América de Cali        |                   |          |          |       |      |       |      |                            |                            |                    |                    |       |       |       |
| 2011                   | –                 | –        | 0        | 0     | 16   | 0     | 0    | 0                          | 0                          | 0                  | 16                 | 0     |       |       |
| 2012                   | –                 | –        | 2        | 0     | 8    | 0     | 0    | 0                          | 0                          | 0                  | 10                 | 0     |       |       |
| Total                  | 0                 | 0        | 2        | 0     | 24   | 0     | 0    | 0                          | 0                          | 0                  | 26                 | 0     |       |       |
| Patriotas              |                   |          |          |       |      |       |      |                            |                            |                    |                    |       |       |       |
| 2012                   | –                 | –        | 0        | 0     | 0    | 0     | 0    | 0                          | 0                          | 0                  | 2                  | 2     |       |       |
| Total                  | 0                 | 0        | 0        | 0     | 0    | 0     | 0    | 0                          | 0                          | 0                  | 0                  | 0     |       |       |
| Total na carreira      | Total na carreira | 60       | 2        | 24    | 4    | 342   | 4    | 16                         | 0                          | 2                  | 0                  | 446   | 12    |       |

### Gols marcados
Vitória.
     Derrota.
     Empate.

## Títulos
Julián Viáfara conquistou os seguintes títulos pelos clubes que passou:
América de Cali
- Campeonato Colombiano: 2001 e 2002

Vitória
- Campeonato Baiano: 2009 e 2010